# Курье, Джим
Джеймс Спенсер «Джим» Курье мл. (англ. James Spencer "Jim" Courier, Jr, родился 17 августа 1970 года, Санфорд, Флорида, США) — американский теннисист, бывшая первая ракетка мира.

## Карьера
Профессионал с 1988 года. Выиграл 23 турнира в одиночном и 6 турниров в парном разряде.
Лучшие результаты в турнирах «Большого шлема»:
- Чемпион Австралии (1992, 1993) в одиночном разряде.
- Чемпион Открытого чемпионата Франции (1991, 1992) в одиночном разряде.
- Финалист Уимблдона (1993) в одиночном разряде.
- Финалист Открытого чемпионата США (1991) в одиночном разряде.

Финалист Кубка Мастерс (1991, 1992).
Первая ракетка мира с 20 февраля 1992 года, сохранял титул (с перерывами) в течение 58 недель. Закончил сезон 1992 года в качестве первой ракетки мира.
Дважды, в 1992 и 1995 году завоевывал Кубок Дэвиса в составе сборной США.
Завершил профессиональную карьеру в 2000 году.
В данный момент работает журналистом.

## Финалы турниров Большого Шлема в одиночном разряде (7)

### Победы (4)
| Год  | Турнир                           | Соперник      | Счёт                |
| 1991 | Открытый чемпионат Франции       | Андре Агасси  | 3-6 6-4 2-6 6-1 6-4 |
| 1992 | Открытый чемпионат Австралии     | Стефан Эдберг | 6-3 3-6 6-4 6-2     |
| 1992 | Открытый чемпионат Франции (2)   | Петр Корда    | 7-5 6-2 6-1         |
| 1993 | Открытый чемпионат Австралии (2) | Стефан Эдберг | 6-2 6-1 2-6 7-5     |

### Поражения (3)
| Год  | Турнир                     | Соперник      | Счёт                |
| 1991 | Открытый чемпионат США     | Стефан Эдберг | 6-2 6-4 6-0         |
| 1993 | Открытый чемпионат Франции | Серхи Бругера | 6-4 2-6 6-2 3-6 6-3 |
| 1993 | Уимблдонский турнир        | Пит Сампрас   | 7-63 7-66 3-6 6-3   |

## Командные турниры

### Финалы командных турниров (2)

#### Победы (2)
| №  | Год  | Турнир       | Команда                                         | Соперник в финале                                | Счёт |
| 1. | 1992 | Кубок Дэвиса | США А. Агасси, Д. Курье,Д. Макинрой, П. Сампрас | Швейцария Я. Гласек,М. Россе                     | 3-1  |
| 2. | 1995 | Кубок Дэвиса | США Д. Курье,Т. Мартин, П. Сампрас              | Россия Е. Кафельников,А. Ольховский, А. Чесноков | 3-2  |